# レッドバロン (アニメ)
レッドバロン（RED BARON）は、1994年4月5日から1995年3月28日まで日本テレビ系で全49話が放送された、東京ムービー新社製作のロボットアニメ。
関東地区での放送時間（日本時間）は、毎週火曜日の17時00分 - 17時30分。

## ストーリー
風来坊メタルドライバー・紅拳はチャンピオンになるために日本にやってきた。ある事件により偶然にも冴場翔子と出会い、彼女が開発したメタルファイター「レッドバロン」を操縦することになった。
成り行きからチームを組んでメタルファイトに出場することになる拳たち。だが、レッドバロンを狙う鉄面党の魔の手が彼らに忍び寄る。レッドバロンの秘密を守るため、拳は鉄面党のメタルファイターを打ち破っていく。

## 解説
特撮番組『スーパーロボット レッドバロン』のリメイクだが、共通点は一部の固有名詞とレッドバロンのデザインのみで、内容は全く異なる。放送2年前の『超電動ロボ 鉄人28号FX』同様、親子に売り込む「二世代キャラ」として企画された。
ロボットプロレスとして製作された経緯としては、当時の格闘ゲームのブームに沿ったものであり、奇しくも同時期に放送が開始された「機動武闘伝Gガンダム」と同コンセプトであった。「Gガンダム」と同様のコンセプトでも同じ演出にならないようスタッフも苦心していたらしく、「人機一体」を再現するために試合中はコックピットをほとんど見せないようにする、コメディリリーフ的な人物を出演させて物語を和ませる、その裏で主人公やヒロインに関する謎を散りばめさせ、後半少しずつ解明していく、などといったストーリー展開をしていった。
ローカルセールス枠で放送されたため、日本テレビ系の放送局があっても放送されていない地方があり、知名度はいま一つだった。玩具関連も発売が7月以降ということも重なり、視聴率は伸び悩み、一時は3クール終了を予定していたが、玩具の売れ行きが好評だったため、4クールに延長された。終盤の展開が初期に比べて若干変更されているのはそのためである。なお、関東地方では、48話と49話は一時間・二本立てで放送された。

## 登場人物/キャスト

### レギュラー
紅拳（くれない けん）
声 - 山口勝平（タイトルコールも兼任）
主人公。単純で熱血でお調子者。高い運動神経があるのにもかかわらず、実はカナヅチ。レッドバロンのメタルドライバーで、世界メタルファイター7代目チャンピオン。「拳」は本名で、苗字の「紅」はインタビュー時に近くにあった花壇に刺してあった薔薇の紅からつけられている。そのため、本来は紅拳という名前は偽名だったはずだが、いつの間にか本名になっており、拳は当初、苗字を持っていなかった可能性がある。
レッドバロンにはじめて乗った際、機体が自動的に起動していく事に「今まで使っていたオンボロと大違いだ」と驚いており、以前は旧型のメタルファイターを使っていたようだ。実は強力なサイコパワーの持ち主で、レッドバロンのエネルギーがゼロになったときにサイコパワーが発揮され、それを動力とすることで逆転劇をみせていた。
実写版レッドバロンの主人公は「紅健」。
冴場翔子
声 - 岩坪理江
レッドバロンの開発者。鉄面党にレッドバロンを奪われた際に偶然拳に会い、協力してバロンを奪い返すことに成功する。それ以降彼のパートナーになり、バロンの整備および拳の身の回りの世話などをするようになった。
当初、拳とは意見の食い違いが生じ、レッドバロンをメタルファイターとして使用することにも賛同しかねていた。しかし拳の心境を知ることで彼を気遣うしぐさを見せるようになり、彼とレッドバロンのために強化パーツを製作するなどの行動も見られるようになった。最終決戦時には勝敗を左右する重要なキーパーソンとなる。
ロビー
声 - 亀井芳子、水原リン、鈴木みえ
翔子の作ったアシスタントロボット。翔子と共にバロンを整備する。頭の中には修理道具が収納されている。
冴場博士
声 - 沢木郁也（ナレーションも兼任）
翔子の父親。コンピューターシグマの開発者。鉄面党に誘拐され行方不明になる。
救出後は拳たちの協力者となり、サイコパワーの強化に貢献した。
熊野勇夫
声 - 龍田直樹
メタルファイトを取材する記者、情報係。関西弁を使う。劇中に娘も登場している。
柳孔明
声 - 塩沢兼人
神龍、ニュー神龍、水龍のメタルドライバー。テクニシャンタイプのファイターで、なんでも料理に例える癖がある。また、作中登場するメタルドライバーの中で、唯一機体を乗り換えている。他の仲間達は自分の機体を改造するくらいで、新型機に乗り換えた事は無い。もっとも、孔明の場合は愛機を2度も破壊されたために乗り換えざるをえなかったという、止むを得ない事情があった。
拳にエレクトリッガーとローリングサンダーを伝授したのも彼である。後に味方となる、美しさにこだわった戦い方に共感して敵ながら命を助けたマリリンに惚れられるが、当の孔明本人もまんざらではなかったようで絶妙なコンビネーション（+アニメの演出）で「究極超絶龍」という合体技を生み出したほどだった。
李仲達
声 - 高木渉
カンフータイガーのメタルドライバー。アガリ症のためメタルファイト時は虎の覆面をかぶっている。まつ毛が無く、目の直上の上まぶたの位置から眉毛が生えている。過去に、片思いしていた少女に渡すつもりだったラブレター入りクッキーを、少女と一緒にいた孔明が知らずに食べてラブレターを見つけてしまい、ラブレターに少女の名前を書いていなかったという自らのミスにより、周囲に男色家であるという誤解を呼んでしまった。このため、原因である孔明を一方的に敵視し、ライバルと決め付けていた。翔子に気があったが最後まで言い出せなかったようで、彼女を救出した際に心を向いているのは自分ではないことを悟り自ら身を引く結果となった。

### 世界大会編
オージン
声 - 掛川裕彦
バイキング兄弟の兄、キングソードのメタルドライバー。
ノーマン
声 - 相沢正輝
バイキング兄弟の弟、キングオックスのメタルドライバー。オージンのことは「お兄ちゃん」と呼ぶ。
この2人は基本的にタッグを組んでメタルファイトに挑むことが多いが、シングルでもほかのファイターに引けをとらない強さを持つ。
ハシミコフ
声 - 菅原正志
ビッグベアのメタルドライバー。温厚な性格だがパワーはどのドライバーよりもり秀でている。祖国であるロシアの名言を口にするのが癖。

### 鉄面党
メタルファイトを裏で牛耳る組織。表向きはメタルファイトの一スポンサーとして活動していたが、部下の度重なる失敗と裏切りによりその真の姿を現した。
特撮版の「宇宙鉄面党」（アニメでは登場しない。）と同じく、首領はレッドバロン製作者の父だが、真の首領は自我を持ったスーパーコンピューターであった。
マリリン博士
声 - 小林優子
鉄面党3幹部のひとり。いわゆるお色気担当。戦いに芸術を求めており、のちにメタルファイター・ヴィーナスに乗る。
かつてはウィーン芸術大学でロボット美学を学んでいた事があり、その時にアマデウス（第22話登場）と付き合っていた。後に孔明に出会い、互いに惚れ合う。
アシモフ博士
声 - 松尾銀三
鉄面党3幹部のひとり。チビでマリリンとは仲が悪く、その外見からマリリンにタコよわばりされている。のちにメタルファイター・ブラックジャガーに乗る。実はメタルファイトの元準チャンピオンだった。一人息子もメタルファイトの選手である。
フロイト博士
声 - 茶風林
鉄面党3幹部のひとり。頭がよく、直接戦わないかわりに策略をめぐらす。後半は敵の分析などで重要な役目を果たす。
シャドー
声 - 中村大樹
ゴールドバロンのメタルドライバー。拳のムエタイ道場時代のライバルで、ムエタイ道場時代、拳は一度も彼に勝てなかった。しかし優れた実力と格闘センスを備えていた反面、自らの力を誇示する事に常軌を逸した執着心も持ち合わせ、相手を徹底的に叩きのめすだけで無く、格闘家としての誇りすらも踏みにじる事に愉悦する残忍非道さを見せる。シャドー本人は「悪魔と契約した」と自負しており、負かした相手には、焼印を刻み付けるかの如く「G」のマークを刻み付ける。
半ば見せしめ感覚で数多くのメタルファイター達を血祭りに挙げた後、ゴールドバロンのスーパーコンピューターによる、予知で拳達を圧倒。遂にはレッドバロンを破壊にまで追い込むのだが、拳がサイコパワーを発動させた事によって逆転負けを喫する事になった。
なお、3幹部と彼は後に鉄面党を離反して拳たちの味方となる。
カイザー
声 - 沢木郁也
鉄面党の首領。常に鉄の仮面をかぶっており、その正体は鉄面党3幹部ですら知らなかった。
その正体はシグマに洗脳された冴場博士であった。シグマは自分の正体を隠すための隠れ蓑として、ロボット工学の権威である冴場博士を誘拐し、表向きの首領として仕立て上げていた。
拳を助けるために身体を張る娘である翔子の姿を見て洗脳が解け、自らの罪滅ぼしの為にシグマと運命を共にするが失敗する。のちに無事であることが判明し、それ以降は翔子や拳達の心強いアドバイザーとなり、機体強化などのバックアップに尽力した。
シグマ
声 - 佐藤正治、佐々木るん
鉄面党を影で操っていたスーパーコンピューター。元々は世界中のコンピューターを統合するプログラムだったが、自我を持ち暴走。自分の体にふさわしいボディとしてレッドバロンを狙い、同時に自分の正体を知られないための隠れ蓑として、レッドバロンの開発者でもある冴場博士を誘拐・洗脳して首領に仕立て上げていた。シャドーと3幹部の離反に加え、冴場博士を奪回されてからはその姿を現し、拳そっくりのアンドロイドやレッドバロン型のマシンモンスターを造り出して戦いを挑むも、最期は未知数のサイコパワーを発現したレッドバロンたちの力の前に敗れてシグマタワーを巻き込み消滅した。
もう一人の拳
声 - 山口勝平
シグマがつくりあげた拳そっくりのアンドロイドでデスバロンのメタルドライバー。拳を凶悪・残忍にしたような性格で口も悪い。ロボットであるにも関わらず拳をはるかに超えるサイコパワーが使える。
実は拳たちの仲間であるメタルドライバーなどを幽閉し、彼らから抽出されるサイコパワーを供給しているに過ぎなかった。

## メタルファイト
巨大ロボットを用いて肉弾戦を繰り広げる、格闘技によるロボット競技である。メタルファイト実行委員会が存在し、レギュレーションに従って試合が開催する権限を持つ。現在の委員長は2代目メタルファイトチャンピオンである。
メタルファイトは世界各国で行われているが、基本的に専用のリング、またはジャッジロボットが定めるフィールド内で行われることが多い。これはメタルファイター同士の格闘による環境破壊防止のためである。また、ジャッジロボットを介しての観戦も頻繁に行われている。対戦方法は基本的に1対1が原則だが、タッグマッチ等も行われている。（ただしバトルロイヤル方式は行われていない）。トーナメント方式の試合も実施されている。また、飛び入りのような形での参加も認められている。このルールのおかげでレッドバロンは世界メタルファイターチャンピオンになることができた。
劇中で判明しているメタルファイトのレギュレーションは以下のとおり。
- 武器の所持やオプションパーツの取り付けは認められる（レギュレーション範囲内に限る）。
- 独自に開発したシステムの搭載も、試合に支障を来さないと判断されれば許可される。[8]
- あらかじめ機体の登録をする関係上、試合ごとのメタルファイターの乗り換えは禁じられている。もし乗り換えるときは、事前に委員会に申し込んでおく。
- 定められた場所以外での試合は原則的に禁止。重要な施設や土地内での試合は所有者の許可が必要。試合をする場所は事前に各メタルドライバーチームに通達される。

あくまで個人経営レベル（企業レベルも含む）で運用するメタルファイトではスポンサーを付けることが必須条件となる。ただし複数のスポンサーを持つメタルファイターのチームは限られているため、十分な資金が得られないメタルドライバーは中古のメタルファイターを使用せざるを得なくなる。場合によってはそれらを入手できないこともあるため、実力があってもメタルファイトを行えないドライバーも多い（拳がスポンサーを探していたのは、メタルファイトをするための条件を満たすためといえる）。ただし、鉄面党のような巨大組織や国の軍事組織に関わっているメタルドライバーはその限りではない。
劇中では、あくまで1対1で行う試合のはずが鉄面党の妨害により時には1対2、または1対3になってしまう事態が発生している。しかしそれは、どんな手段を使ってでもレッドバロンを手に入れるために鉄面党が意図的に行っている行為であり、普通なら反則負けとなる。それにも関わらず、このような行為が黙認されているのは、鉄面党がメタルファイトに深く関与しているからと言われている。鉄面党自体、表向きはメタルファイトの一スポンサーになってはいるものの、その実態は世界を牛耳るスーパーコンピューターであるため、情報操作等を行うことは容易いことといえる。
鉄面党の真相が表沙汰になったとき、世界は混乱に陥り、メタルファイトの存続自体も危ぶまれたが、鉄面党崩壊後もメタルファイトは続けられている。

### メタルドライバー
メタルファイターに乗り込み、操縦する人物のことをメタルドライバーと呼ぶ。強靭な体力と精神力があれば誰でもなれるが、その領域に達するには並大抵ではない努力が必要であり、たとえなれたとしても並みのドライバーとして終わるものも少なくない。実力があるうえにそれなりの地位にいるメタルドライバーは世界中でも数える程度である。
メタルドライバーは主に武術やスポーツなどに通ずる人物が過半数を占めるが、自分が注目されたいがために参加するケースもわずかだが存在する。また、メタルドライバーの中には副業を持っている者や、所属する会社の社員扱いとなっている人物もいる。鉄面党もスポンサーであるため、そこに所属しているメタルドライバーも多い。

## メタルファイター
メタルファイトに出場するロボットの呼称がメタルファイターである。
メタルファイターの操縦には脳波コントロールが取り入れられており、操縦者の精神状態が機体性能を左右する。また自機がダメージを負えば操縦者にもダメージがフィードバックされる。つまり、並みはずれた精神力や体力の持ち主でないとメタルファイターは乗りこなせない。コックピットは基本的に頭部だが特例として胸部に設置することも可能。ボディにはジェネレータを最大3つまで搭載可能でコンデンサ関連は自由とされる。四肢はユニバーサルジョイントとなっており、関節のジョイントにある程度の互換性がある。非常時には手足を交換することも可能。
設定は同時期に放送された「Gガンダム」と類似するものの、操縦者の動きをトレースし操縦するモビルファイターに対し、こちらは脳波（イメージ)による操縦方法をとっている。そのため、操縦中（メタルファイト中）はコックピットの描写がほとんどなく、操縦者とロボットの一体感を見せることに成功している。

### 登場したメタルファイター
レッドバロン
実写版レッドバロンをスマートかつマッシブにしたデザイン。頭部にコクピットがあり、口の部分から乗り込む。もともとは冴場翔子が人命救助目的でつくったロボットで、彼女が開発したコントロールシステムは人間以上の動きを可能にする。赤いボディには「バロニウム」と呼ばれる特殊合金を使用しており、あらゆる環境に耐えられる機体強度を持つ。ただしピンポイントの攻撃には弱く、ゴールドバロンの超エレクトリッガーで装甲を貫かれジェネレーターを破壊される事態が起きている。また、刀やドリルなど刃物系の武器でもダメージを受けることがあった。
必殺技『エレクトリッガー』は、実写版では耳から出るビーム兵器だったが、アニメでは電撃を伴った必殺パンチになっている。他にも、縦に回転しながら電撃を帯びた脚部で踵落としを食らわせるキック技、『ローリングサンダー』などを使う。
レッドバロンの操縦には強い精神力が必要なため、拳以外のドライバーでは動かすことすら困難である。ROUND.1の戦闘時ではコントロールシステムが未調整であるにも関わらず、鉄面党の追手を迎撃することに成功している。
物語後半で『ショルダーアーマー』『アームブレード』『ニーキックパイル』『サマーソルトキックブースター』のアタッチメントが製作され、性能がアップした。通常は必要に応じて1〜2種類のみを装着するが、全装備を装着することも可能。ただし、重量の関係上若干動きが鈍くなる。
最終決戦前に冴場博士によりコントロールシステムに改造が加えられ、“火事場のバカ力”だったサイコパワーを常に発揮できるようになった。サイコパワーで飛行も可能になったが、ドライバーにかかる負担も大きくなった。
元が人命救助目的のロボットだけに、特撮版にあったミサイルやビーム、ロケットパンチなどの兵器の類は一切装備されていない。
神龍
頭部に辮髪のようなものをつけているカンフー使いを彷彿とさせるメタルファイター。他のメタルファイターよりも細身のプロポーションであり、トンファーを装備している。必殺技は回転しながらの蹴り『龍覇旋風脚』。トーナメントでカンフータイガーに破壊される。
初登場した際にはその動きの滑らかさから、拳は「本当にロボットの動きなのか」と驚いていた。
ニュー神龍
孔明の新しい機体。頭部が龍のようなデザインになっており、初代神龍よりもややマッシブなプロポーションとなった。武器は同じだが、さらに高速回転して土煙を巻き上げながら土にもぐり身を隠し、敵の足元から出現、そのままアッパーを放つ奇襲技『天昇龍神拳』と、龍の形をしたエネルギー波を放出して周囲のものを吹き飛ばす、『究極超絶龍』が追加された。(エネルギー不足のためヴィーナスからエネルギーをもらって使用した)
水龍
孔明の3番目の機体。シグマタワー突入作戦時に大破したニュー神龍にかわる機体。外観自体はニュー神龍と殆ど大差が無いがエネルギー関連の改良がなされている。初登場時に拳や仲達に「水牛」や「水餃子」とボケられ、孔明の怒りを買った。そのためなのか、それ以降はこの機体もニュー神龍同様に神龍と呼ばれるようになっていた。
カンフータイガー
白虎がデザインモチーフのメタルファイター。アメリカが開発したコントロールシステムはレッドバロンと同等かそれ以上である。必殺技は両手から出す爪で敵を貫き、内部のメカを抉り出す『白虎殺人拳』で、これを使って初代神龍を倒した。なおデスバロンとの最終決戦のみ、百虎殺人拳が虎の形をしたエネルギー波を飛ばす攻撃になっていたが、これが下記のゴールドバロンの項にあるように本機がサイコパワーが使えるように改造された恩恵かは明確ではない。
ゴールドバロン
カイザーがレッドバロンのデータを元につくったメタルファイター。全身が黄金色でレッドバロンを豪華にしたようなデザイン。目はバイザーで隠され、発光時以外は見えない。ゴールドジャベリンという槍を装備し、非使用時は両肩に分割収納されており、使用時に射出・合体する。ウェイブライダーという飛行メカに搭乗する。レッドバロンに似たような性能・武器を持ち、それぞれがレッドバロン以上である。
必殺技はレッドバロン同様の打撃技『超エレクトリッガー』、『ハイパーローリングサンダー』、シャドーの得意技である『チャランボ』（その威力はニーキックパイルに匹敵する）、そして両手から放つ光線『ライジングハリケーン』、高性能なサーチシステムとそれで分析した情報を元に敵の動きを予測する“予知コンピューター”を搭載。ニュー神龍を倒し、レッドバロンを圧倒するが、拳のサイコパワー発動までは予測できず倒された。それ以降は味方となる。
マザーバロン戦でレッドバロンと合体攻撃『ダブルエレクトリッガー』を披露した。実はゴールドバロンはシグマタワーの生産システムにより開発されたもので、タワー侵入の際には搭載コンピューターで弱点を探っていた。
最終決戦前に冴場博士によって水龍、カンフータイガー、ゴールドバロンはレッドバロン同様サイコパワーが使えるように改造された。
ヴィーナス
マリリンが乗り込むメタルファイター。天使をイメージしたのか翼を持ち、ロングヘアーまで付いている女性型機体。指先からレーザーを出す。ニュー神龍との絶妙なコンビネーションから生まれた合体技『究極超絶龍』で孔明と共にバロン軍団を全滅させた。
マザーバロン
コンピューターシグマがシグマタワー内での戦いで使用したレッドバロンをモデルとしたロボットだが悪魔的なデザインのため、あまり原型を留めていない。胴体から伸びている卵管からバロン軍団の卵を産み落とす。再生能力を持ち、非常に打たれ強い。
デスバロン
コンピューターシグマがつくったレッドバロンをモデルとした、マザーバロン以上に悪魔的なデザインのロボット。フウジンとライジンを率いて登場。もう一人の拳が操縦する「死を司るバロン」。フウジン、ライジン同様ほかのメタルファイターより大きく、レッドバロンの約3倍。
フウジン、ライジン
デスバロンにつかえるバロン型モンスターロボ。フウジンは青い女性型、ライジンは茶色い男性型。その名前のとおりフウジンは突風、ライジンは雷の球体で武器とする。水龍、カンフータイガー、ゴールドバロンを圧倒した。

### バロンモンスター
コンピューターシグマがレッドバロンをモデルに製造した機械生命体。機能停止した仲間を共食いする。空海陸に対応する機体が存在する。

## スタッフ
- 企画：武井英彦
- プロデューサー：伊藤響→前田伸一郎、尾﨑穏通
- チーフディレクター：さかいあきお
- シリーズ構成：武上純希
- 設定：家入多佳文
- 企画協力：新井雅之（日本テレビ音楽）
- デザイン原案：野口竜
- キャラクターデザイン：平山智
- メカニックデザイン：亀垣一、ゴトウマサユキ、もりけん、山本天志
- 美術監督：宮前光春
- 撮影監督：野村隆、池上元秋
- 音楽：工藤隆
- 音響監督：小林克良
- 音響効果：横山正和
- 編集：鶴渕充寿
- 制作担当：小林辰与
- アシスタントプロデューサー：吉岡昌仁
- 企画制作：日本テレビ
- 製作：東京ムービー新社

## 主題歌
- オープニングテーマ：「戦え! レッドバロン」（作詞：森京詞姫、作曲：小田純平、編曲：岩本正樹、歌：石原慎一）
- エンディングテーマ：「夢を見たかい」（作詞、作曲：本島一弥、編曲：藤原いくろう、歌：本島一弥）

## 放送リスト
| 話数     | 放送日         | サブタイトル                     | 脚本              | 絵コンテ       | 演出           | 作画監督   | メカデザイン | 登場メタルファイター                         |
| -------- | -------------- | -------------------------------- | ----------------- | -------------- | -------------- | ---------- | ------------ | -------------------------------------------- |
| ROUND.1  | 1994年 4月5日  | 最強ロボ現わる!!                 | 武上純希          | さかいあきお   | さかいあきお   | 平山智     | 山本天志     | ロボットヘリ                                 |
| ROUND.2  | 4月12日        | 倒せ! チャンピオン               | 武上純希          | 岡崎ゆきお     | 岡崎ゆきお     | 平山智     | 山本天志     | ガルーダEZ                                   |
| ROUND.3  | 4月19日        | 決めろ! 必殺パンチ               | 武上純希          | まついひとゆき | まついひとゆき | 平山智     | 山本天志     | コブラ                                       |
| ROUND.4  | 4月26日        | 決戦! マグマ地獄                 | 神戸一彦          | まつぞのひろし | 山本泰一郎     | 山本泰一郎 | 山本天志     | アイアンクローロボ                           |
| ROUND.5  | 5月10日        | やぶれ! 空中殺法                 | 森京詩姫          | 佐藤雄三       | 広川和之       | 進藤満尾   | 進藤満尾     | イーグルロボ                                 |
| ROUND.6  | 5月17日        | 恐怖! 人魚姫の誘惑               | 森京詩姫          | 香川豊         | 香川豊         | 高成喆     | 高成喆       | セイレーン                                   |
| ROUND.7  | 5月24日        | 宿敵(ライバル)! 神龍との対決     | 武上純希          | 佐藤真人       | 佐藤真人       | 河村明夫   | 河村明夫     | ジャミングメカ                               |
| ROUND.8  | 5月31日        | 脱出! 氷河の罠                   | 森京詩姫          | 新田義方       | 新田義方       | 谷口守泰   | 能地清       | ニードル                                     |
| ROUND.9  | 6月7日         | 灼熱! 砂漠の悪魔                 | 神戸一彦          | 岡崎ゆきお     | 岡崎ゆきお     | 山本天志   | 山本天志     | モール                                       |
| ROUND.10 | 6月14日        | うなれ! 新必殺技                 | 武上純希          | 藤本義孝       | 岡尾貴洋       | 内野明雄   | 滝川和男     | ナイト                                       |
| ROUND.11 | 6月21日        | 怪力! シベリアの巨熊(ビッグベア) | 神戸一彦          | 石踊宏         | 石踊宏         | 野田康行   | 大久保政雄   | ビッグベア                                   |
| ROUND.12 | 6月28日        | 幻惑! 謎の大魔術                 | 森京詩姫          | まついひとゆき | 広川和之       | 進藤満尾   | 進藤満尾     | クィーン・マサラ                             |
| ROUND.13 | 7月5日         | 密林! 見えない敵                 | 神戸一彦          | さかいあきお   | さかいあきお   | 高成喆     | 高成喆       | カメレオン                                   |
| ROUND.14 | 7月12日        | 決めろ! 世界最強ロボ             | 武上純希          | 佐藤真人       | 佐藤真人       | 河村明夫   | 河村明夫     |                                              |
| ROUND.15 | 7月19日        | 恋がたき! 神龍VSタイガー         | 武上純希          | 新田義方       | 新田義方       | 谷口守泰   | 能地清       | キングオックス カンフータイガー              |
| ROUND.16 | 7月26日        | 出現! にせバロン                 | 武上純希          | まついひとゆき | まついひとゆき | 山本天志   | 山本天志     | にせレッドバロン                             |
| ROUND.17 | 8月2日         | 激突! バロンVSタイガー           | 武上純希          | 岡尾貴洋       | 岡尾貴洋       | 内野明雄   | 滝川和男     | カンフータイガー キングオックス              |
| ROUND.18 | 8月9日         | 対決! バロンVSバイキング兄弟     | 武上純希          | 石踊宏         | 石踊宏         | 野田康行   | 大久保政雄   | にせレッドバロン キングオックス キングソード |
| ROUND.19 | 8月16日        | ドラゴン島! 最後の決戦!!         | 武上純希          | 岡崎ゆきお     | 岡崎ゆきお     | 平山智     | 平山智       |                                              |
| ROUND.20 | 8月23日        | なぜだ!? 拳VSバロン              | 武上純希          | 山本泰一郎     | 山本泰一郎     | 佐々木恵子 | 横手博人     | ビッグカンガルー ロボットヘリ                |
| ROUND.21 | 8月30日        | 魔剣! サムライダー               | 神戸一彦          | 高成喆         | 高成喆         | 高成喆     | 高成喆       | サムライダー                                 |
| ROUND.22 | 9月6日         | 戦慄! 死のコンサート             | 森京詩姫          | 佐藤真人       | 佐藤真人       | 河村明夫   | 河村明夫     | オーケストラ                                 |
| ROUND.23 | 9月13日        | 伝説! 月と太陽の女神             | 森京詩姫          | 新田義方       | 新田義方       | 谷口守泰   | 能地清       |                                              |
| ROUND.24 | 9月20日        | 守れ! 子供たちの夢               | 神戸一彦          | まついひとゆき | まついひとゆき | 平山智     | 平山智       | バットキング                                 |
| ROUND.25 | 9月27日        | 倒せ! ハリウッドの刺客           | 武上純希          | 岡崎ゆきお     | 岡崎ゆきお     | 野田康行   | 大久保政雄   | エルミネーター                               |
| ROUND.26 | 10月4日        | 死闘! バトルロイヤル             | 山崎晴哉          | 岡尾貴洋       | 岡尾貴洋       | 内野明雄   | 滝川和男     | サザンクロストリオ                           |
| ROUND.27 | 10月11日       | マリリン! 最後の挑戦             | 森京詩姫          | 山本泰一郎     | 山本泰一郎     | 佐々木恵子 | 横手博人     | ヴィーナス                                   |
| ROUND.28 | 10月18日       | 秘密! アシモフの切札             | 山崎晴哉          | まついひとゆき | まついひとゆき | 山本天志   | 山本天志     | ブラックジャガー                             |
| ROUND.29 | 10月25日       | フロイト! バロン抹殺指令         | 武上純希          | 佐藤真人       | 佐藤真人       | 河村明夫   | 河村明夫     |                                              |
| ROUND.30 | 11月1日        | 出現! ゴールドバロン             | 武上純希          | 高成喆         | 高成喆         | 郷敏治     | 郷敏治       | ゴールドバロン                               |
| ROUND.31 | 11月8日        | 激闘! 最強のライバル             | 森京詩姫          | 岡崎ゆきお     | 岡崎ゆきお     | 平山智     | 平山智       |                                              |
| ROUND.32 | 11月15日       | 破壊! バロンの死                 | 武上純希          | 佐藤真人       | 岡崎ゆきお     | 山本天志   | 山本天志     |                                              |
| ROUND.33 | 11月22日       | 意外! カイザーの正体             | 森京詩姫          | 佐藤真人       | 佐藤真人       | 河村明夫   | 河村明夫     | スパイダーロボ                               |
| ROUND.34 | 11月29日       | 脅威! 史上最大の作戦             | 武上純希          | 山本泰一郎     | 山本泰一郎     | 佐々木恵子 | 横手博人     | ソドム                                       |
| ROUND.35 | 12月6日        | 宿命! カイザーVSバロン           | 武上純希          | まついひとゆき | まついひとゆき | 平山智     | 平山智       |                                              |
| ROUND.36 | 12月13日       | 襲来! 新たなる敵                 | 武上純希          | さかいあきお   | 高成喆         | 郷敏治     | 高成喆       |                                              |
| ROUND.37 | 12月20日       | 突撃! シグマタワー               | 武上純希          | 佐藤真人       | 佐藤真人       | 河村明夫   | 河村明夫     |                                              |
| ROUND.38 | 1995年 1月10日 | 犠牲! バイキング兄弟             | 武上純希          | 岡崎ゆきお     | 岡崎ゆきお     | 山本天志   | 山本天志     |                                              |
| ROUND.39 | 1月24日        | 醜悪! バロンもどき               | 森京詩姫          | 山本泰一郎     | 山本泰一郎     | 佐々木恵子 | 横手博人     | バロンモンスター                             |
| ROUND.40 | 1月31日        | 閃光! 究極超絶龍                 | 武上純希          | まついひとゆき | まついひとゆき | 平山智     | 平山智       | ベビーバロン                                 |
| ROUND.41 | 2月7日         | 驚愕! マザーバロン               | 武上純希          | さかいあきお   | さかいあきお   | 郷敏治     | 郷敏治       | マザーバロン コピーバロン                    |
| ROUND.42 | 2月14日        | 脱出! シグマタワー               | 武上純希          | 佐藤真人       | 佐藤真人       | 河村明夫   | 河村明夫     |                                              |
| ROUND.43 | 2月21日        | 雷撃! フージン、ライジン         | 武上純希          | 岡崎ゆきお     | 岡崎ゆきお     | 山本天志   | 山本天志     | デスバロン フージン ライジン                 |
| ROUND.44 | 2月28日        | なに! もう一人の拳               | 森京詩姫          | 山本泰一郎     | 山本泰一郎     | 佐々木恵子 | 横手博人     |                                              |
| ROUND.45 | 3月7日         | 蘇れ! サイコパワー               | 武上純希          | まついひとゆき | まついひとゆき | 平山智     | 平山智       |                                              |
| ROUND.46 | 3月14日        | 大噴火! 富士山麓の決闘           | 武上純希          | さかいあきお   | さかいあきお   | 郷敏治     | 郷敏治       |                                              |
| ROUND.47 | 3月21日        | 孤軍! デスバロンを倒せ           | 武上純希 森京詩姫 | 佐藤真人       | 佐藤真人       | 河村明夫   | 河村明夫     |                                              |
| ROUND.48 | 3月28日        | 復活! 友情の力(パワー)           | 武上純希          | 岡崎ゆきお     | 岡崎ゆきお     | 山本天志   | 山本天志     |                                              |
| ROUND.49 | 3月28日        | 熱く! 燃えるぜ!!                 | 武上純希          | さかいあきお   | 岡崎ゆきお     | 平山智     | 山本天志     |                                              |

## 後番組企画
後番組としてスーパーロボット　マッハバロンのアニメ化が企画されており、当時のアニメディア等のアニメ誌でも文字情報のみで告知がされていたようである。しかしその後の情報が掲載、発信されることはなく企画は立ち消えした。

## 映像ソフト化
- 本放送当時にビデオとLD（途中で打ち切り）がリリースされている。
- 2016年9月28日にBlu-ray BOXが発売。

## ネット配信
トムス・エンタテインメントがYouTubeに設置した「TMSアニメ55周年公式チャンネル→TMSアニメ公式チャンネル」から、次の様に無料配信されている。
- 2019年10月23日から2020年まで第3話までが無料配信、2021年からは第1話のみに縮小されている。
- 2024年10月4日から、再び3話まで無料配信されている。
- 2025年7月、本作に李仲達役でレギュラー出演していた高木渉が、『緊急発進セイバーキッズ』や、現在放送中の『名探偵コナン』で共演した山崎和佳奈と共に創立60周年記念メッセージを送ったのに因み、本作からROUND.6（山崎はマリリン博士配下のメタルドライバー・マーメイド役で出演）、ROUND.25、ROUND.48の計3本が無料配信されている。
  - なお全て製作クレジットは初回と同じく「製作 東京ムービー新社」のままである。

## ネット局
- 日本テレビ（キー局）：火曜 17:00 - 17:30
- ミヤギテレビ：火曜 17:00 - 17:30（1994年9月20日放送分で終了）[19]
- よみうりテレビ：土曜 5:30 - 6:00
- 中京テレビ：土曜 6:15 - 6:45
- 北日本放送：土曜 6:15 - 6:45（1994年10月1日から1995年3月25日まで）[20]